# Klaring (luchtvaart)

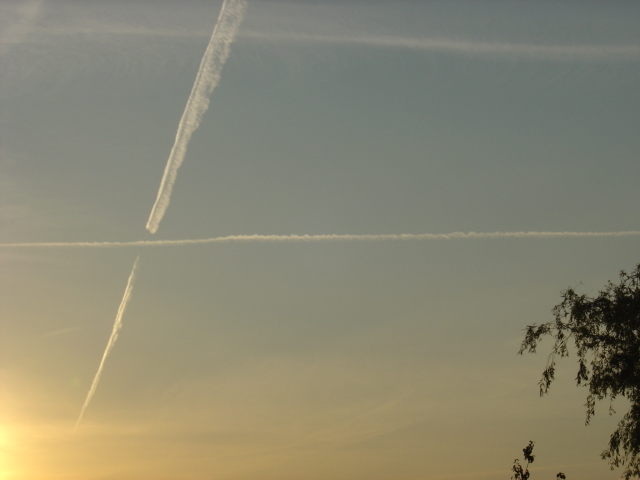
Condensstrepen van een vliegtuig maken de geklaarde route voor iedereen zichtbaar in de lucht

Een klaring (Engels: clearance) is in de luchtvaart een boodschap van de luchtverkeersleiding aan een piloot, waarbij een vlucht een deel van zijn geplande vliegroute wordt toegewezen. De piloot of gezagvoerder mag op eigen verantwoordelijkheid dit toegewezen deel van het eigen vliegplan afleggen, met inachtneming van de geldende regels en procedures. Hij doet dit onder medeverantwoordelijkheid van de luchtverkeersleider die instaat voor de klaring die hij geeft. De klaring kan nadere informatie en instructies bevatten.

## Toepassing van de klaring
Het is ongeveer zoals op een besneeuwde weg, waar de sneeuwruimer ervoor zorgt dat een gedeelte vrij is, terwijl de automobilist zich daarop kan begeven mits hij de regels in acht neemt. Het verschil is dat de automobilist daarbij zelf moet instaan voor zijn afstand tot andere voertuigen, terwijl een klaring in de luchtvaart automatisch inhoudt dat er op dat deel van de route geen ander verkeer voor zal komen. Daarom heeft een klaring ook altijd een klaringslimiet.

## Klaringslimiet
De klaringslimiet of clearance limit is het voorlopig einddoel van een segment uit het vliegplan. Doorgaans wordt de luchtweg daarin opgegeven, meestal aangevuld door verdere restricties in hoogte, snelheid, tijd enzovoort. De luchtverkeersleiding zal er tijdig voor zorgen dat een volgende klaring wordt gegeven, alvorens het eindpunt van de eerder gegeven klaring is bereikt. Aldus wordt stapsgewijs voor het lopende vliegplan (current flight plan) een blokje luchtruim exclusief aan ieder individueel vliegtuig toegewezen. Mutatis mutandis geldt hetzelfde op de grond. Voor vertrekkende vliegtuigen wordt het traject vanaf de stand of gate, via de taxiwegen naar de holding position aan de startbaan, en de startbaan zelf vrijgegeven, en omgekeerd voor landende vliegtuigen.

## Soorten klaringen
Een standaard routeklaring geeft meteen een heel traject vrij, tegenwoordig vrijwel altijd tot aan de eindbestemming.

### Bij vertrek
Ook op de grond worden klaringen gegeven, in dit geval vanuit de luchthaventoren. Het begint meestal bij de routeklaring, die een klaring geeft voor de vlucht tot aan de eindbestemming, de vertrekroute (ook wel (en) Standard Instrument Departure (SID) genoemd) en de beginhoogte waarnaar geklommen dient te worden.
Daarna komen de start-up- en pushbackklaring, dat wil zeggen de toelating om de motoren te starten en het toestel van de gate te laten terugduwen en te keren, en daarna de taxiklaring. Die geeft aan naar welke baan getaxied moet worden en via welke route. 

Bij de baan aangekomen wordt "ready for departure" gemeld, waarna toestemming wordt gegeven de startbaan op te rijden ("line up and wait"). Daarna wordt de take-off-klaring gegeven, die toestemming geeft om daadwerkelijk van de baan op te stijgen.

### In de lucht

#### De Terminal Control Area
Wanneer het vliegtuig 'airborne' is, treedt een volgende vluchtfase in. Het toestel klimt nu naar de eerder toegewezen vlieghoogte en wordt, voor het die bereikt, geklaard om over te schakelen op een andere radiofrequentie, namelijk die van de naderingsverkeersleiding. Hier wordt het 'vrij' gehouden van andere vertrokken nog klimmende toestellen en van de dalende toestellen die aanstalten maken om te gaan landen. Dit gebeurt doorgaans in het gecontroleerd luchtruim dat TMA (Terminal Control Area) heet, een gebied dat een of meerdere luchthavens bedient.
De klim- en daalklaringen gelden telkens voor korte stukjes, omdat de verkeerssituatie in dit gebied snel wijzigt.
Een toestel dat daalt krijgt een vliegniveau of vlieghoogte toegewezen, net boven die welke aan een klimmend toestel is gegeven, indien die twee elkaar zullen ontmoeten.
Zodra het toestel 'vrij' is van alle andere verkeer onder de bevoegdheid van de naderingsverkeersleiding wordt een klaring gegeven om de radiofrequentie van het volgende luchtverkeersleidingscentrum te contacteren. Maar op voorhand is via de grond aan dat centrum een voorlopige hoogte gevraagd, die in de laatste klaring werd ingesloten.

#### De luchtcorridors
In de luchtcorridors worden vliegtuigen verondersteld op kruishoogte door te vliegen op de hun toegewezen vliegniveaus. Maar indien twee luchtcorridors samenkomen kan het zijn dat twee vliegtuigen op eenzelfde vliegniveau op een aanvaringskoers zitten. Hetzelfde indien ze naar elkaar toevliegen. Ook de tussenkomende klimmende toestellen moeten gesepareerd worden van het overvliegend verkeer alvorens zij kunnen doorklimmen naar hun kruishoogte.
Voor deze gevallen worden speciale instructies gegeven. Die instructies kunnen zijn om de snelheid te verlagen of te verhogen, om daal- of klimsnelheid aan te passen, om bepaalde koersen te vliegen die op het radarscherm kunnen worden gezien en om bijvoorbeeld een rondje van 360 graden te vliegen. Bij een 'file' in de lucht kunnen ook klaringen worden gegeven die tot een wachtpatroon (Engels: holdingpattern) leiden.

### Bij aankomst
Als bij vertrek, maar dan omgekeerd. Er worden nu standaard aankomstroutes toegewezen; (en) Standard terminal arrival route (STAR) genoemd. Met "radarvectors" kan hiervan worden afgeweken als dat wenselijk is vanwege weersomstandigheden of om verkeersleidingstechnische redenen.

## Voorbeelden
- "Flight-Air 123, cleared to Paris via flight plan route, standard departure ABC1, flight level 60. Squawk 6205."
- "Flight-Air 234, descend to FL070, turn left heading 240, expect runway 02"
- "Flight 345, taxi to holding point runway 02 via taxiway A, B1, C2 and D3."
- "Flight 456, the wind 230/20 knots, runway 23, cleared to land"
- "Flight 567, expedite descent to 2000 feet, QNH 1012" (luchtdruk)
- "Flight 789, contact ground on 121,8"
- "Flight 424, turn left heading 010 to intercept the localizer, cleared approach, report outer marker"

## Engelse definitie
Clearance: Permission for an aircraft to proceed with an action at the pilot's discretion.